# Ipomopsis rubra
Ipomopsis rubra är en blågullsväxtart som först beskrevs av Carl von Linné, och fick sitt nu gällande namn av Edgar Theodore Wherry. Ipomopsis rubra ingår i släktet Ipomopsis och familjen blågullsväxter. Inga underarter finns listade i Catalogue of Life.

## Bildgalleri

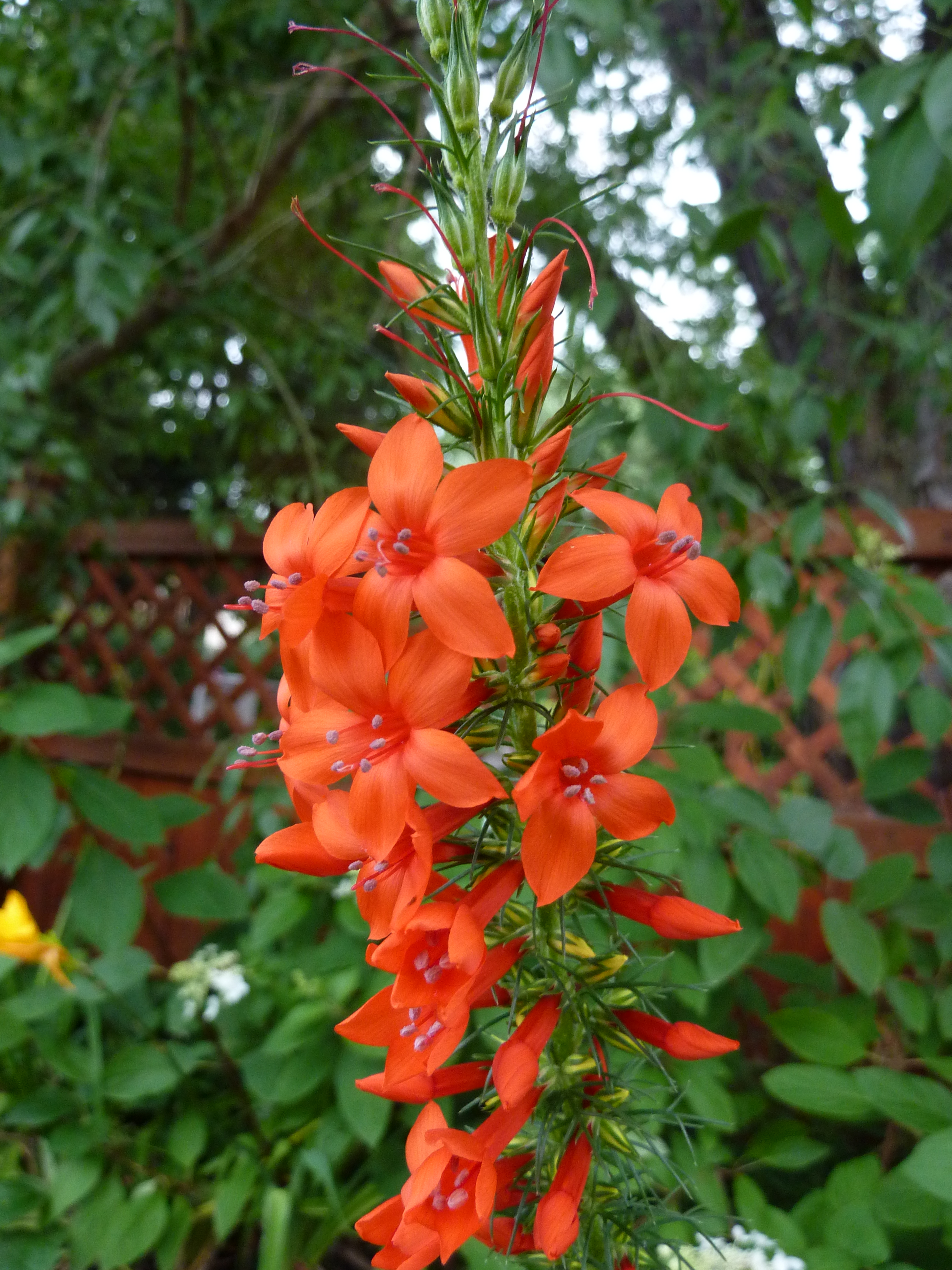
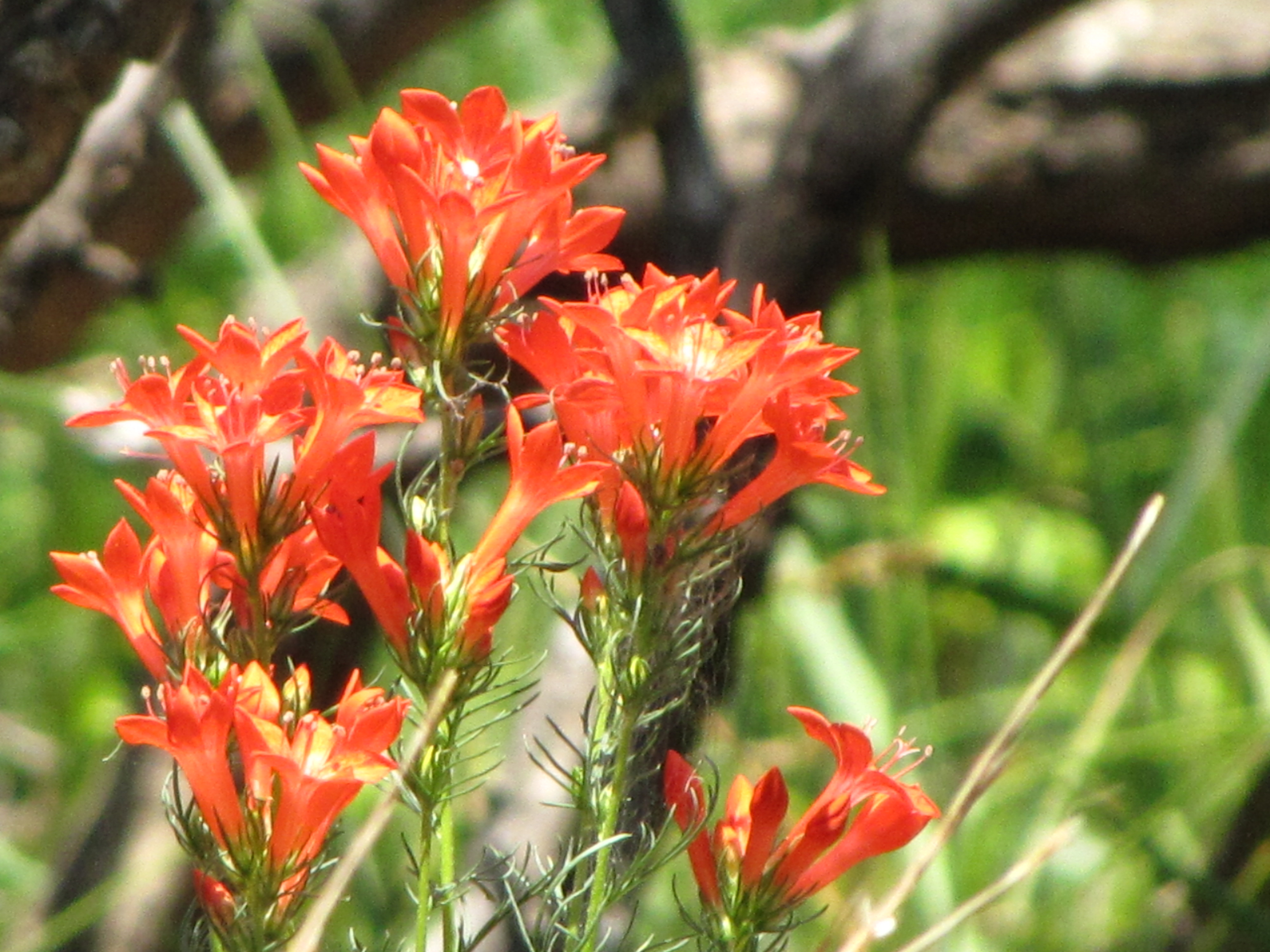
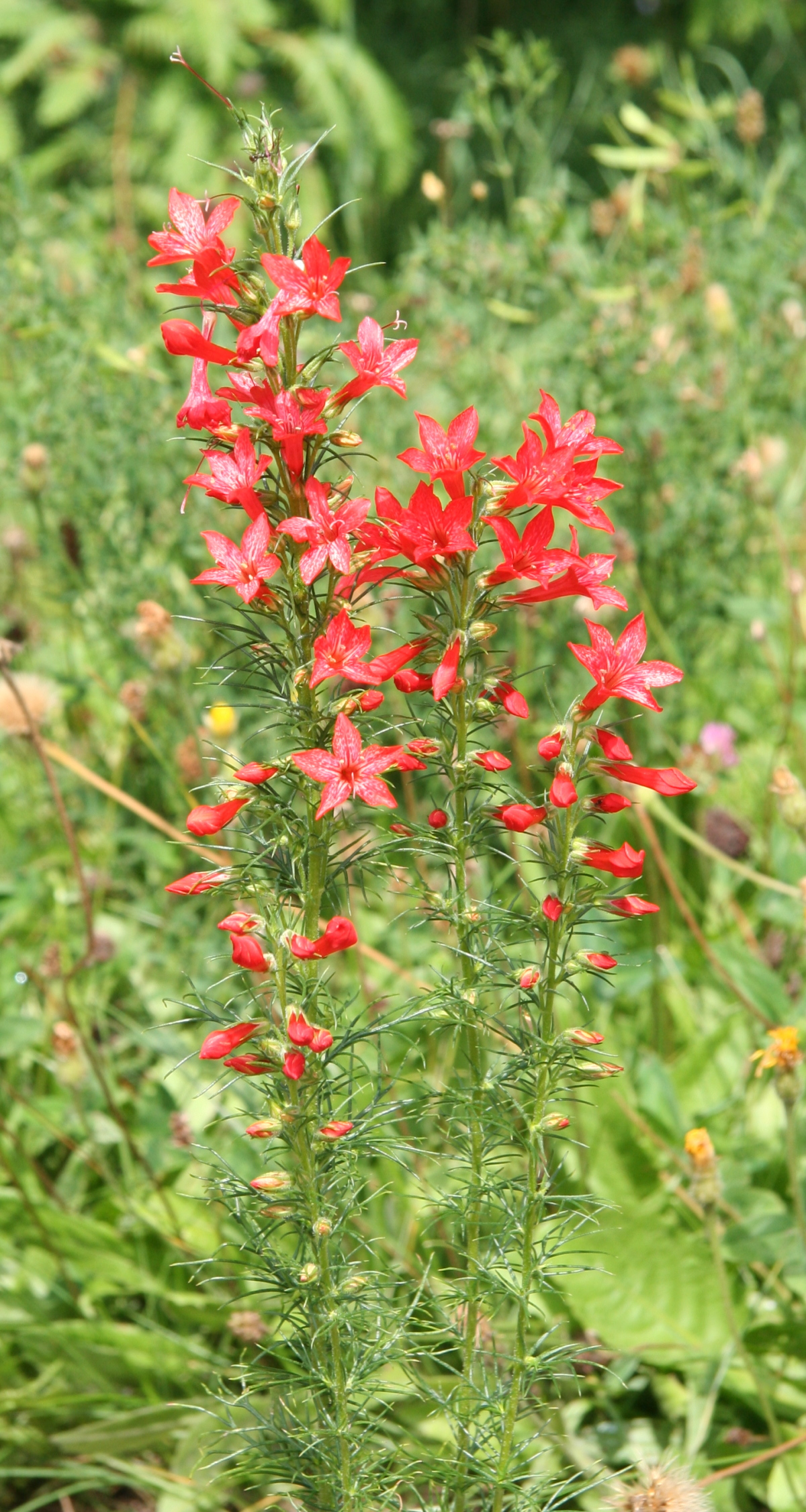
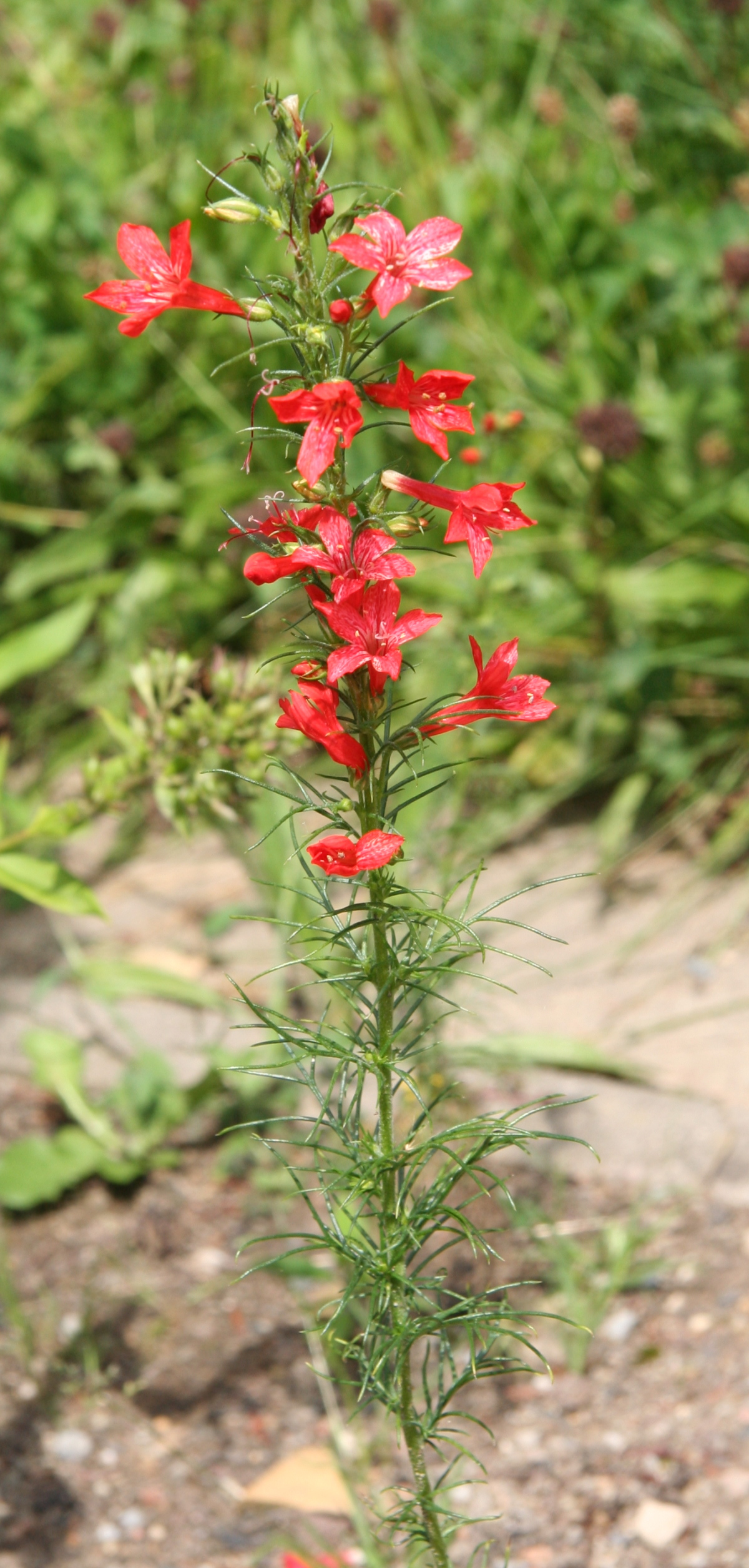
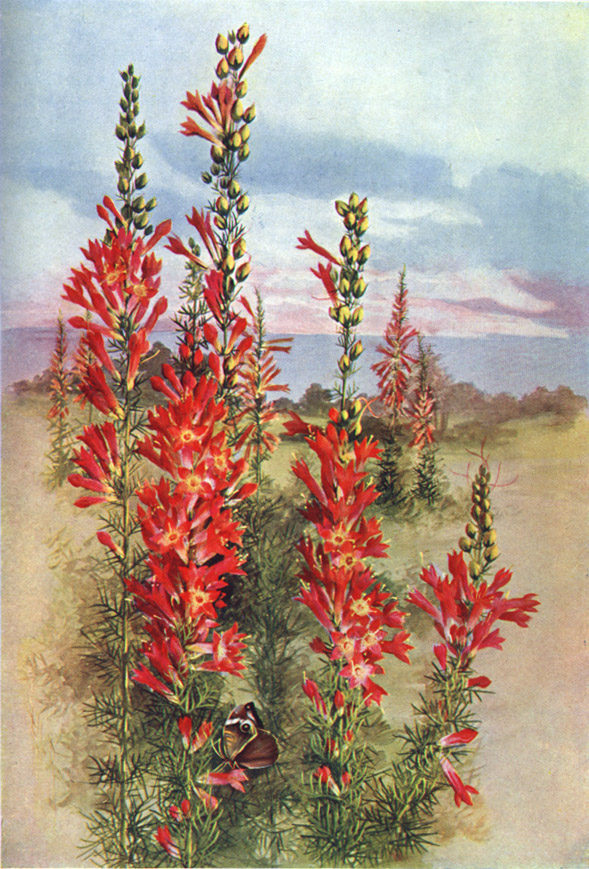